# Smermisia
Genre
Smermisia est un genre d'araignées aranéomorphes de la famille des Linyphiidae.

## Distribution
Les espèces de ce genre se rencontrent en Amérique du Sud et en Amérique centrale.

## Liste des espèces
Selon World Spider Catalog (version 16.5, 30/11/2015) :
- Smermisia caracasana Simon, 1894
- Smermisia esperanzae (Tullgren, 1901)
- Smermisia holdridgi Miller, 2007
- Smermisia parvoris Miller, 2007
- Smermisia vicosana (Bishop & Crosby, 1938)

## Publication originale
- Simon, 1894 : Histoire naturelle des araignées. Paris, vol. 1, p. 489-760 (texte intégral).